# Arthur Richard Wellesley

Blazonul Familiei Wellington

Arthur Richard Wellesley  (n. 3 februarie 1807, Harley Street, Soho, Londra – d. 13 august 1884, Brighton Railway Station, Brighton, Anglia) a fost un general britanic, ca rang nobiliar a fost duce de Wellington. Arthur Richard a fost primul născut în familie. Tatăl lui a fost feldmareșalul Arthur Wellesley, una dintre personalitățile de prim rang pe plan militar din epoca modernă. El a urmat cariera militară a tatălui, ajunge la gradul de general. Moare în anul 1884, fără a lăsa urmași.